# Jégtánc az 1980. évi téli olimpiai játékokon
Az 1980. évi téli olimpiai játékokon a műkorcsolya jégtánc versenyszámát február 18. és 20. között rendezték. Az aranyérmet a szovjet Natalja Linyicsuk–Gennagyij Karponoszov-páros nyerte. A magyar Regőczy Krisztina–Sallay András-páros ezüstérmet szerzett.

## Eredmények
Kilenc bíró pontozta a versenyzőket. A pontok alapján a bírók mindegyikénél külön-külön kialakult egy sorrend, az egyes szakaszokban (kötelező tánc, eredeti (original) tánc, kűr) és az összesítésnél is, ez egy helyezési pontszámot is jelentett. Az egyes szakaszok, valamint az összesítés eredménye a következő kritériumok alapján alakult ki:
1. „Többségi helyezések száma”. Az a versenyző végzett előrébb, akit a bírók többsége előrébb rangsorolt. A bírók többsége azt jelentette, hogy a legjobb 5 helyezést adó bíró helyezési pontszámait vették figyelembe, de ha az 5. bíró helyezésével még volt azonos helyezés, akkor az(oka)t is figyelembe vették. Ezt az adatot tartalmazza az oszlop. (Pl. a „6×3+” azt jelenti, hogy a versenyző 6 bírónál az első 3 hely valamelyikén végzett.)
2. „Többségi helyezések összege” (a figyelembe vett bírók helyezési pontszámainak összege)
3. „Helyezések összege” (az összes bíró helyezési pontszámainak összege)
4. „Pont” (az összes bíró által adott összpontszám).

### Kötelező tánc
A kötelező táncot február 18-án rendezték.
| Hely. | Versenyzők                                                      | Többségi helyezések száma | Többségi helyezések összege | Helyezések összege | Pont   |
| ----- | --------------------------------------------------------------- | ------------------------- | --------------------------- | ------------------ | ------ |
| 1.    | Szovjetunió (URS)-1 · Natalja Linyicsuk · Gennagyij Karponoszov | 9×1+                      | 9,0                         | 9,0                | 151,10 |
| 2.    | Magyarország (HUN) · Regőczy Krisztina · Sallay András          | 7×2+                      | 14,0                        | 20,0               | 147,80 |
| 3.    | Szovjetunió (URS)-2 · Irina Moiszejeva · Andrej Minyenkov       | 7×3+                      | 17,0                        | 26,0               | 146,00 |
| 4.    | Csehszlovákia (TCH) · Liliane Rehakova · Stanislav Drastich     | 5×4+                      | 20,0                        | 43,0               | 141,80 |
| 5.    | Nagy-Britannia (GBR)-1 · Jayne Torvill · Christopher Dean       | 7×5+                      | 30,0                        | 42,0               | 142,20 |
| 6.    | Kanada (CAN) · Lorna Wighton · John Dowding                     | 6×5+                      | 25,0                        | 43,0               | 142,10 |
| 7.    | Egyesült Államok (USA)-1 · Judy Blumberg · Michael Seibert      | 6×7+                      | 42,0                        | 68,0               | 134,10 |
| 8.    | Egyesült Államok (USA)-2 · Stacey Smith · John Summers          | 7×8+                      | 53,0                        | 71,0               | 134,40 |
| 9.    | Szovjetunió (URS)-3 · Natalja Besztyemjanova · Andrej Bukin     | 8×9+                      | 68,0                        | 78,0               | 131,70 |
| 10.   | NSZK (FRG) · Henriette Fröschl · Christian Steiner              | 7×10+                     | 69,0                        | 92,0               | 126,90 |
| 11.   | Ausztria (AUT) · Susanne Handschmann · Peter Handschmann        | 7×11+                     | 73,0                        | 97,0               | 126,10 |
| 12.   | Nagy-Britannia (GBR)-2 · Karen Barber · Nicky Slater            | 9×12+                     | 104,0                       | 104,0              | 124,30 |

### Eredeti (original) tánc
Az eredeti (original) táncot is február 18-án rendezték.
| Hely. | Versenyzők                                                      | Többségi helyezések száma | Többségi helyezések összege | Helyezések összege | Pont  |
| ----- | --------------------------------------------------------------- | ------------------------- | --------------------------- | ------------------ | ----- |
| 1.    | Szovjetunió (URS)-1 · Natalja Linyicsuk · Gennagyij Karponoszov | 6×1+                      | 6,0                         | 12,0               | 102,1 |
| 2.    | Magyarország (HUN) · Regőczy Krisztina · Sallay András          | 7×2+                      | 10,0                        | 18,0               | 101,5 |
| 3.    | Szovjetunió (URS)-2 · Irina Moiszejeva · Andrej Minyenkov       | 9×3+                      | 25,0                        | 25,0               | 99,4  |
| 4.    | Csehszlovákia (TCH) · Liliane Rehakova · Stanislav Drastich     | 5×4+                      | 14,0                        | 35,0               | 98,5  |
| 5.    | Nagy-Britannia (GBR)-1 · Jayne Torvill · Christopher Dean       | 5×4+                      | 19,0                        | 44,0               | 97,6  |
| 6.    | Szovjetunió (URS)-3 · Natalja Besztyemjanova · Andrej Bukin     | 7×6+                      | 36,0                        | 51,0               | 96,0  |
| 7.    | Egyesült Államok (USA)-1 · Judy Blumberg · Michael Seibert      | 6×6+                      | 33,0                        | 57,0               | 95,4  |
| 8.    | Kanada (CAN) · Lorna Wighton · John Dowding                     | 7×8+                      | 51,0                        | 69,0               | 94,9  |
| 9.    | Egyesült Államok (USA)-2 · Stacey Smith · John Summers          | 9×9+                      | 76,0                        | 76,0               | 93,3  |
| 10.   | NSZK (FRG) · Henriette Fröschl · Christian Steiner              | 6×10+                     | 60,0                        | 93,0               | 88,8  |
| 11.   | Ausztria (AUT) · Susanne Handschmann · Peter Handschmann        | 5×10+                     | 48,0                        | 94,0               | 88,1  |
| 12.   | Nagy-Britannia (GBR)-2 · Karen Barber · Nicky Slater            | 9×12+                     | 104,0                       | 104,0              | 87,0  |

### Kűr
A kűrt február 20-án rendezték.
| Hely. | Versenyzők                                                      | Többségi helyezések száma | Többségi helyezések összege | Helyezések összege | Pont   |
| ----- | --------------------------------------------------------------- | ------------------------- | --------------------------- | ------------------ | ------ |
| 1.    | Magyarország (HUN) · Regőczy Krisztina · Sallay András          | 6×1+                      | 6,0                         | 13,0               | 104,80 |
| 2.    | Szovjetunió (URS)-1 · Natalja Linyicsuk · Gennagyij Karponoszov | 5×2+                      | 7,0                         | 19,0               | 104,20 |
| 3.    | Szovjetunió (URS)-2 · Irina Moiszejeva · Andrej Minyenkov       | 5×2+                      | 10,0                        | 23,0               | 103,70 |
| 4.    | Csehszlovákia (TCH) · Liliane Rehakova · Stanislav Drastich     | 5×4+                      | 20,0                        | 40,0               | 101,90 |
| 5.    | Nagy-Britannia (GBR)-1 · Jayne Torvill · Christopher Dean       | 9×5+                      | 40,0                        | 40,0               | 101,20 |
| 6.    | Kanada (CAN) · Lorna Wighton · John Dowding                     | 5×6+                      | 30,0                        | 61,0               | 99,00  |
| 7.    | Egyesült Államok (USA)-1 · Judy Blumberg · Michael Seibert      | 7×7+                      | 45,0                        | 62,0               | 98,50  |
| 8.    | Egyesült Államok (USA)-2 · Stacey Smith · John Summers          | 7×8+                      | 53,0                        | 71,0               | 97,30  |
| 9.    | Szovjetunió (URS)-3 · Natalja Besztyemjanova · Andrej Bukin     | 9×9+                      | 73,0                        | 73,0               | 97,10  |
| 10.   | NSZK (FRG) · Henriette Fröschl · Christian Steiner              | 5×10+                     | 50,0                        | 96,0               | 92,10  |
| 11.   | Ausztria (AUT) · Susanne Handschmann · Peter Handschmann        | 6×11+                     | 62,0                        | 98,0               | 92,10  |
| 12.   | Nagy-Britannia (GBR)-2 · Karen Barber · Nicky Slater            | 5×11+                     | 53,0                        | 101,0              | 92,40  |

### Végeredmény
| Helyezés | Versenyzők                                                      | Helyezési pontszámok bírónként | Helyezési pontszámok bírónként | Helyezési pontszámok bírónként | Helyezési pontszámok bírónként | Helyezési pontszámok bírónként | Helyezési pontszámok bírónként | Helyezési pontszámok bírónként | Helyezési pontszámok bírónként | Helyezési pontszámok bírónként | Több. hely. száma | Több. hely. össz. | Hely. össz. | Pont   |
| Helyezés | Versenyzők                                                      | 1                              | 2                              | 3                              | 4                              | 5                              | 6                              | 7                              | 8                              | 9                              | Több. hely. száma | Több. hely. össz. | Hely. össz. | Pont   |
| -------- | --------------------------------------------------------------- | ------------------------------ | ------------------------------ | ------------------------------ | ------------------------------ | ------------------------------ | ------------------------------ | ------------------------------ | ------------------------------ | ------------------------------ | ----------------- | ----------------- | ----------- | ------ |
| Arany    | Szovjetunió (URS)-1 · Natalja Linyicsuk · Gennagyij Karponoszov | 2,0                            | 2,0                            | 1,0                            | 1,0                            | 2,0                            | 1,0                            | 1,0                            | 1,0                            | 2,0                            | 5×1+              | 5,0               | 13,0        | 205,48 |
| Ezüst    | Magyarország (HUN) · Regőczy Krisztina · Sallay András          | 1,0                            | 1,0                            | 3,0                            | 2,0                            | 1,0                            | 2,0                            | 2,0                            | 1,0                            | 1,0                            | 5×1+              | 5,0               | 14,0        | 204,52 |
| Bronz    | Szovjetunió (URS)-2 · Irina Moiszejeva · Andrej Minyenkov       | 3,0                            | 3,0                            | 2,0                            | 3,0                            | 3,0                            | 3,0                            | 3,0                            | 4,0                            | 3,0                            | 8×3+              | 23,0              | 27,0        | 201,86 |
| 4.       | Csehszlovákia (TCH) · Liliane Rehakova · Stanislav Drastich     | 4,0                            | 5,0                            | 4,0                            | 4,0                            | 4,0                            | 4,0                            | 4,0                            | 5,0                            | 5,0                            | 6×4+              | 24,0              | 39,0        | 198,02 |
| 5.       | Nagy-Britannia (GBR)-1 · Jayne Torvill · Christopher Dean       | 5,0                            | 4,0                            | 5,0                            | 5,0                            | 5,0                            | 5,0                            | 6,0                            | 3,0                            | 4,0                            | 8×5+              | 36,0              | 42,0        | 197,12 |
| 6.       | Kanada (CAN) · Lorna Wighton · John Dowding                     | 7,0                            | 6,0                            | 6,0                            | 6,0                            | 6,0                            | 6,0                            | 5,0                            | 6,0                            | 6,0                            | 8×6+              | 47,0              | 54,0        | 193,80 |
| 7.       | Egyesült Államok (USA)-1 · Judy Blumberg · Michael Seibert      | 6,0                            | 8,0                            | 8,0                            | 7,0                            | 8,0                            | 7,0                            | 8,0                            | 7,0                            | 7,0                            | 5×7+              | 34,0              | 66,0        | 190,30 |
| 8.       | Szovjetunió (URS)-3 · Natalja Besztyemjanova · Andrej Bukin     | 9,0                            | 9,0                            | 7,0                            | 8,0                            | 9,0                            | 10,0                           | 7,0                            | 8,0                            | 8,0                            | 5×8+              | 38,0              | 75,0        | 188,18 |
| 9.       | Egyesült Államok (USA)-2 · Stacey Smith · John Summers          | 8,0                            | 7,0                            | 9,0                            | 9,0                            | 7,0                            | 8,0                            | 9,0                            | 9,0                            | 9,0                            | 9×9+              | 75,0              | 75,0        | 188,38 |
| 10.      | NSZK (FRG) · Henriette Fröschl · Christian Steiner              | 10,0                           | 11,0                           | 10,0                           | 10,0                           | 10,0                           | 11,0                           | 11,0                           | 11,0                           | 10,0                           | 5×10+             | 50,0              | 94,0        | 178,38 |
| 11.      | Ausztria (AUT) · Susanne Handschmann · Peter Handschmann        | 11,0                           | 10,0                           | 11,0                           | 10,0                           | 10,0                           | 9,0                            | 12,0                           | 12,0                           | 11,0                           | 7×11+             | 72,0              | 96,0        | 177,78 |
| 12.      | Nagy-Britannia (GBR)-2 · Karen Barber · Nicky Slater            | 12,0                           | 12,0                           | 12,0                           | 12,0                           | 12,0                           | 12,0                           | 10,0                           | 10,0                           | 12,0                           | 9×12+             | 104,0             | 104,0       | 176,92 |